# Cheilly-lès-Maranges

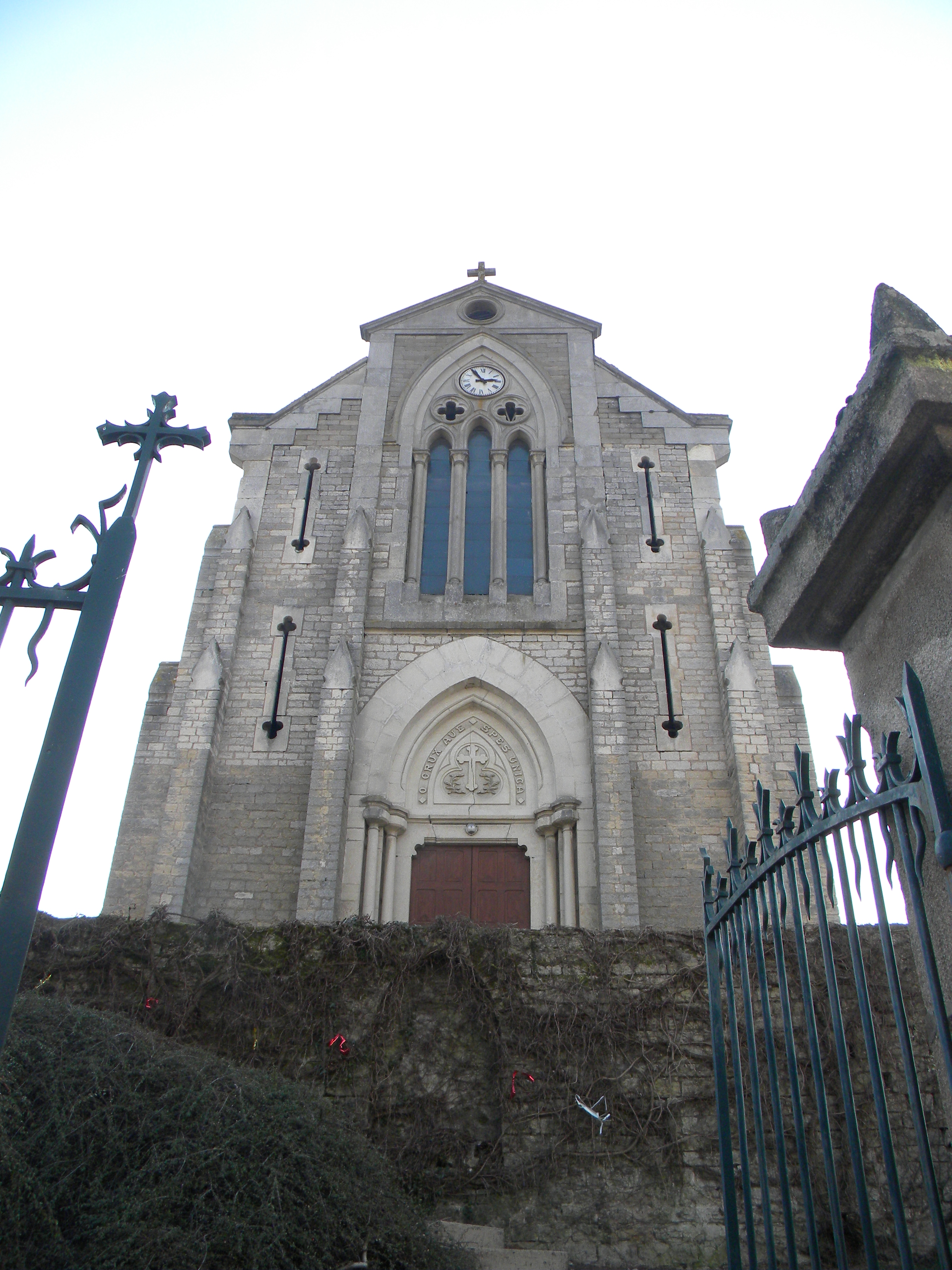
Kerk

Cheilly-lès-Maranges is een gemeente in het Franse departement Saône-et-Loire (regio Bourgogne-Franche-Comté) en telt 439 inwoners (1999). De plaats maakt deel uit van het arrondissement Autun.

## Geografie
De oppervlakte van Cheilly-lès-Maranges bedraagt 7,0 km², de bevolkingsdichtheid is 62,7 inwoners per km².
De onderstaande kaart toont de ligging van Cheilly-lès-Maranges met de belangrijkste infrastructuur en aangrenzende gemeenten.

## Demografie
Onderstaande figuur toont het verloop van het inwonertal (bron: INSEE-tellingen).